# Alfréd Meissner
Cet article concerne le ministre de la justice tchécoslovaque. Pour l'écrivain autrichien, voir Alfred Meissner.
Alfred Meissner, (Alfréd Meissner en tchèque), (né le 10 avril 1871 à   Jungbunzlau en Bohême et décédé le 29 septembre 1950 à Prague) est un homme politique social-démocrate tchécoslovaque qui a notamment occupé le poste de ministre de la justice. Il est également survivant de la Shoah, en tant que déporté juif.

## Biographie
Il naît dans une famille juive de Bohême appartenant alors à l'Empire austro-hongrois. Alfred Meissner étudie le droit à l'université de Vienne puis de Prague. Il obtient son titre de docteur à l'issue du passage des examens d'État. Il devient alors avocat à Prague. Après la Première Guerre mondiale et l'écroulement de l'Empire, il devient l'un des meneurs du parti social-démocrate de la nouvelle Tchécoslovaquie, et en est député de 1918 à 1939. De mai 1920 à septembre 1929, puis de fin 1929 à 1934, il occupe le poste de ministre de la justice. Il est en outre ministre de la politique sociale. Il est également président d'honneur du congrès de l'association internationale de criminologie en 1930 à Prague. Il occupe aussi les fonctions de directeur d'une usine de mica. Il est marié à Rosa (née en 1887) dont il a trois enfants.
Le 30 janvier 1942, sa femme et lui sont déportés au ghetto de Theresienstadt à cause de leurs origines juives. En tant que personnalité du camp, il dirige le comité d'abandon au tribunal du ghetto. Il fait partie du conseil des anciens dirigé par Benjamin Murmelstein à partir de 1944. Ce conseil annonce le 6 mai 1945 aux prisonniers de la Therisienstadt que le ghetto va devenir administré par la Croix-Rouge. Meissner retourne alors à Prague, où il termine ses jours en 1950.

## Œuvre
- (cs) Urazove pojisteni delnicke die prava rakouskeho ... sepsali, Prague, A Leo Winter, 1904
- (cs) Jak se voli do obcl v Cechach (mimo Prahu a Liberec.), Prague, Delnicka knihtiskarna, 1909
- (cs) Nakory vdov a sirotku po padlych vojinech, Prague, Sveceny, 1914
- (cs) Hlas ceskeho socialniho demokrata o krajskem zrizeni a narodnostni autonomii., Prague, Sveceny, 1916
- (de) Die Verwaltungsreform in Österreich, 1917
- (de) Kommentar zur neuen tschechoslowakischen Gemeindewahlordnung, Prague, A. Sveceny,, 1924
- (cs) Die Lage der kleinen Landwirte nach der Bodenreform, Prague, A. Sveceny, 1929